# 訾綬
訾綬（1472年—？），字文甫，山西大同府朔州軍籍陝西神木縣人，明朝政治人物。

## 生平
弘治十四年山西鄉試第二名舉人，弘治十五年（1502年）壬戌科会试第一百七十四名，三甲第三十七名進士。同年官山東章丘縣知縣。

## 家族
曾祖父訾興；祖父訾榮；父訾玉，教諭。母楊氏。具庆下。弟綨、綸、縉。